# Neurdein

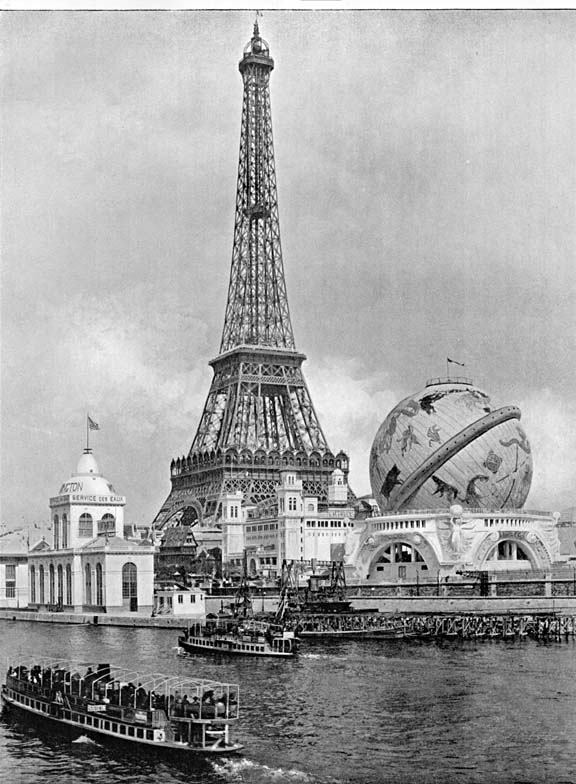
Eiffelova věž s atrakcí Globe céleste na Světové výstavě v roce 1900

Páni Neurdeinové byla fotografická rodina působící ve Francii od druhé poloviny 19. století do počátku 20. století.

## Historie
Jean César Adolphe Neurdein, známý pod pseudonymem Charlet (1806–1867) měl dva syny. Byli to Antonin-Louis Neurdein (1846 – po roce 1915) a jeho starší bratr Étienne (1832–1918), kteří společně v roce 1863 založili v Paříži fotografický ateliér pod názvem Neurdein Frères (česky bratři Neurdeinovi). V roce 1875 založili úspěšné vydavatelství pohlednic s tiskárnou. Antonin-Louis Neurdein se stal v roce 1884 členem společnosti Société française de photographie. Fotografie a pohlednice z ateliéru „Neurdein Frères“ nesly značku ND nebo ND Phot. Zatímco Étienne se věnoval práci ve studiu a specializoval se na portrétní fotografii, Antonin-Louis často cestoval a věnoval se snímkům krajin, průmyslu a architektury. Jeho obrazy s motivy z Francie, Alžírska, Belgie a Kanady byly nabízeny na prodej v různých formátech a provedeních.
Získali ocenění na mezinárodních výstavách v letech 1889 a 1900.
Na řadě sépiových pohlednic zveřejněných v letech 1910–1930 spolupracoval s pařížským vydavatelem a tiskárnou Neurdein (ND Phot.) a Lévy & synové (LL) a následně pak s firmou Compagnie des Arts Photomécaniques (C.A.P.) plynoucí ze spojení těchto dvou společností po roce 1918 francouzský fotograf Marius Maure.
V roce 1920 se firma sloučila se společností Levy & Fils a vznikla tak Lévy et Neurdein. Její archiv je ikonografickým základem o Maghrebu, tedy afrického regionu na severu Sahary, západně od Nilu. Konkrétně jsou to státy Maroko, Západní Sahara, Alžírsko, Tunisko, Libye a více či méně Mauritánie. Ve sbírce je velké množství zobrazení aktů orientálních žen. Od roku 1970 sbírku spravovala společnost Roger-Viollet.
Vydávání pohlednic rozhodujícím způsobem přispělo k dobrému jménu jejich studia. Bratři Neurdeinové se významně a aktivně podíleli na „zlatém věku pohlednic“ v Alžírsku spolu s mnoha významnými fotografy z tohoto období jako byli: Marius Maure, Geiser, Leroux, Madon, nebo Bougault Vollenweider.

## Galerie

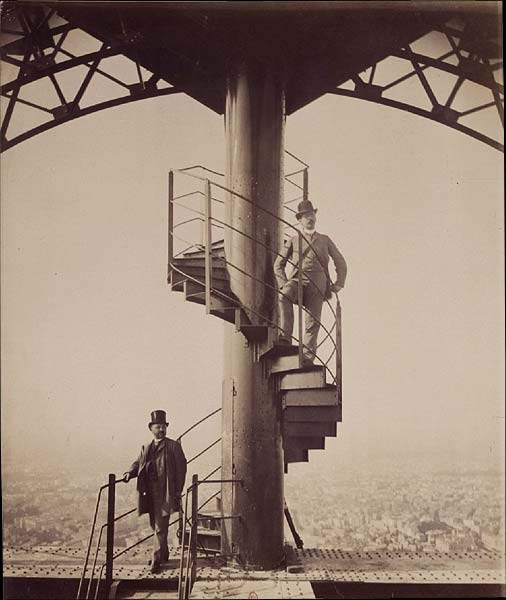
Světová výstava 1889, Gustave Eiffel v horní části věže, tisk na albuminový papír ze skleněné negativní želatinové bromostříbrné desky, 22 x 27 cm, 1889
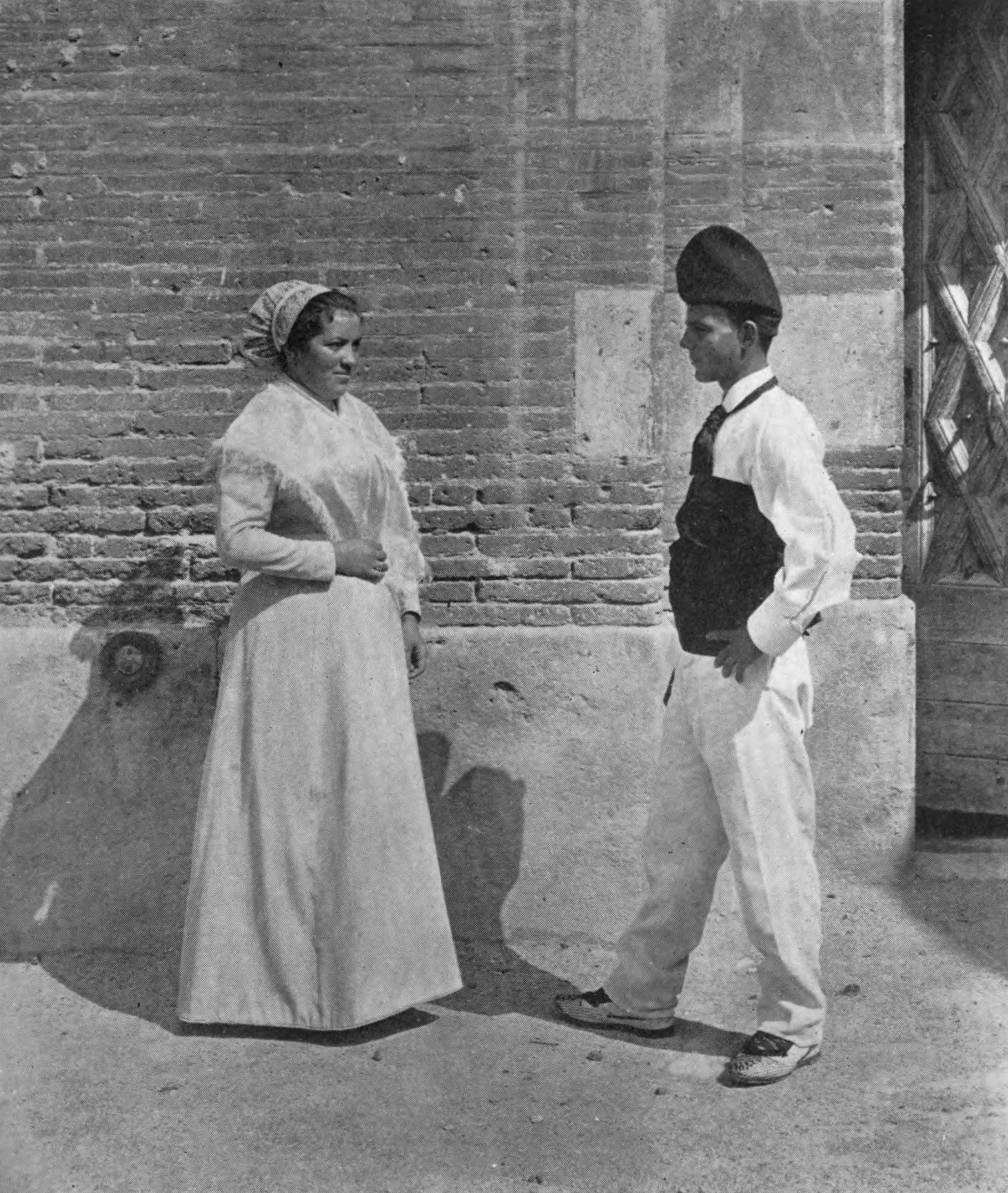
Z knihy A book of the Pyrenees (1907) od Sabine Baring-Gould
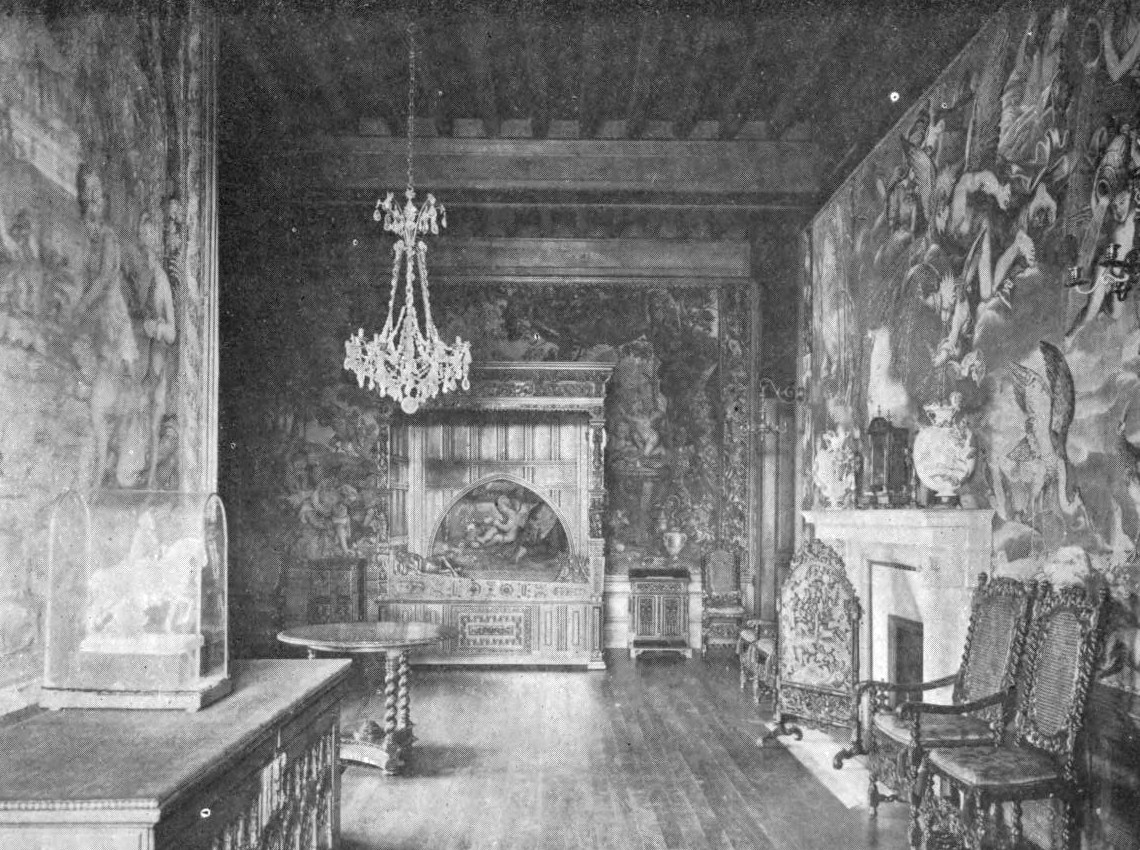
Z knihy A book of the Pyrenees (1907) od Sabine Baring-Gould
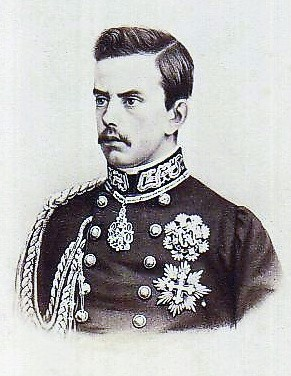
Umberto I.
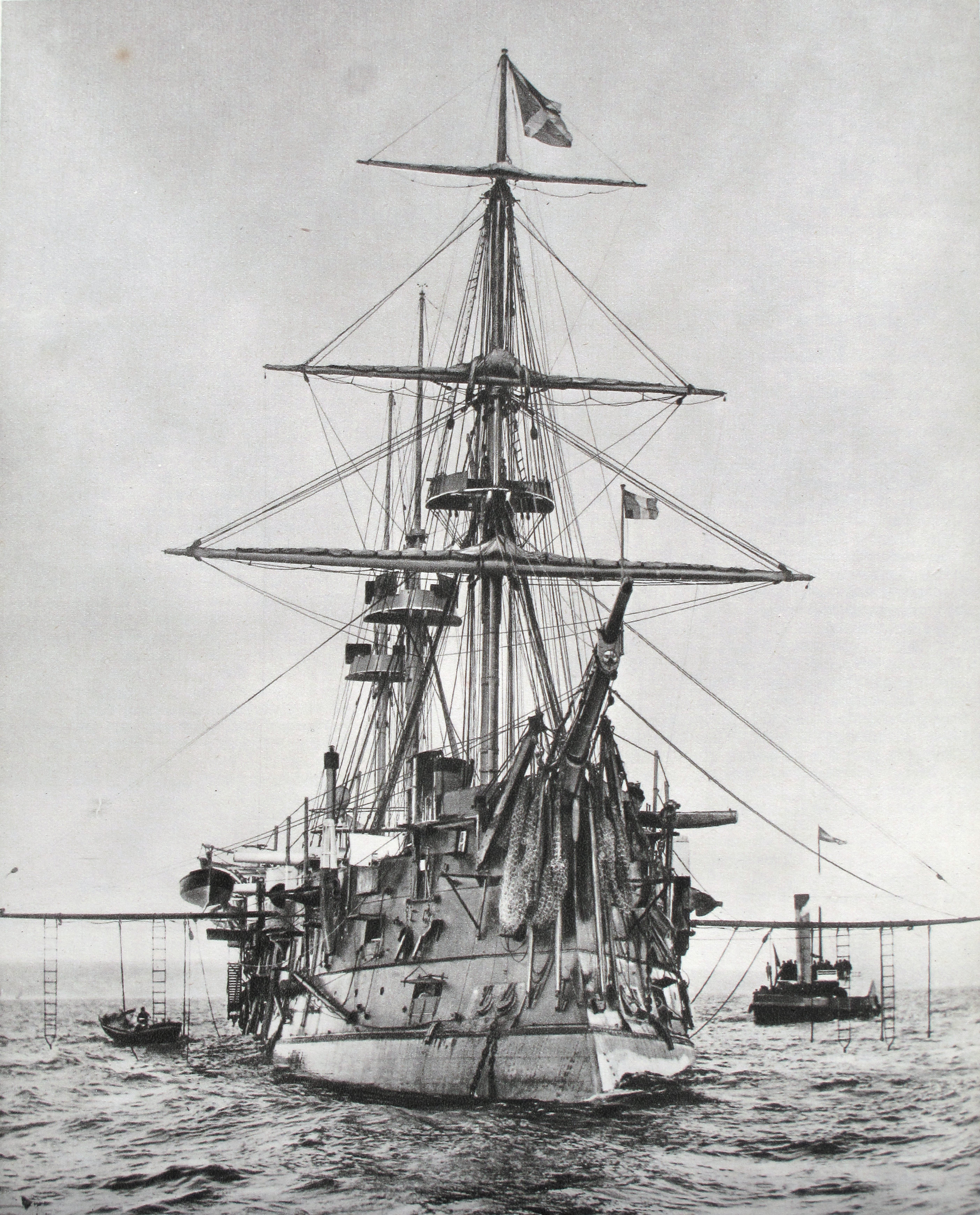
Fregata Océan
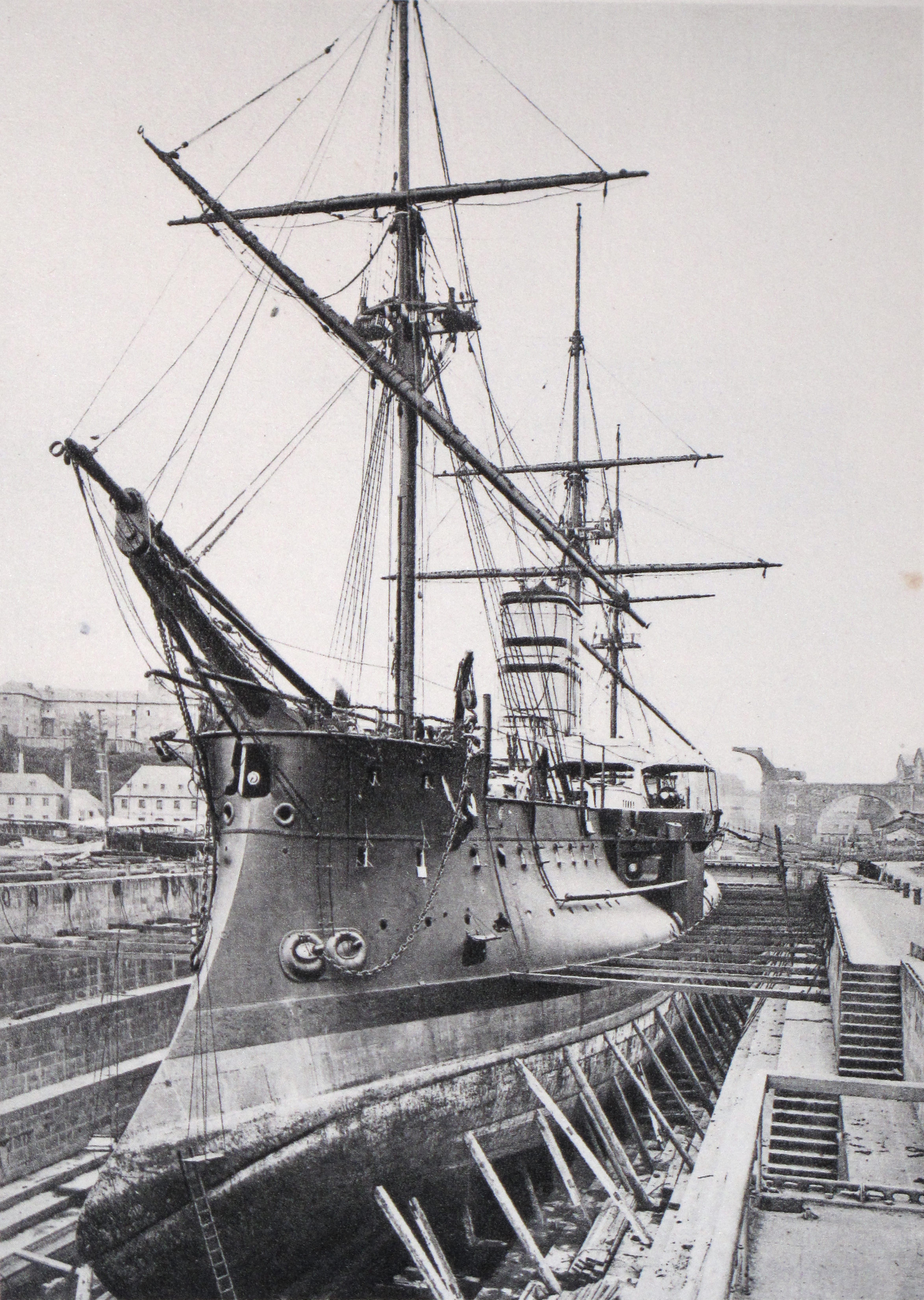
Loď Redoutable
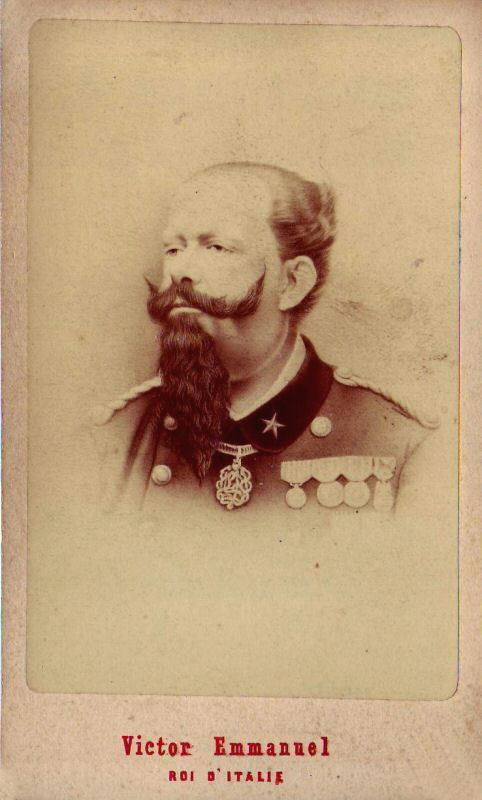
Viktor Emanuel II.
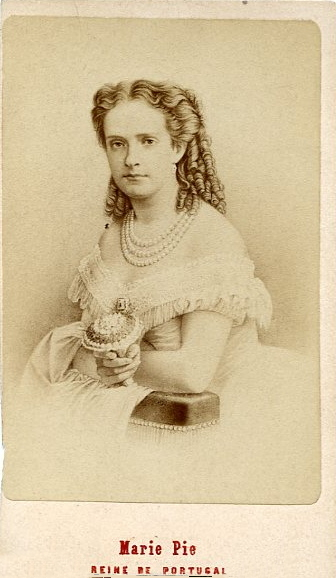
Maria Pia Savojská
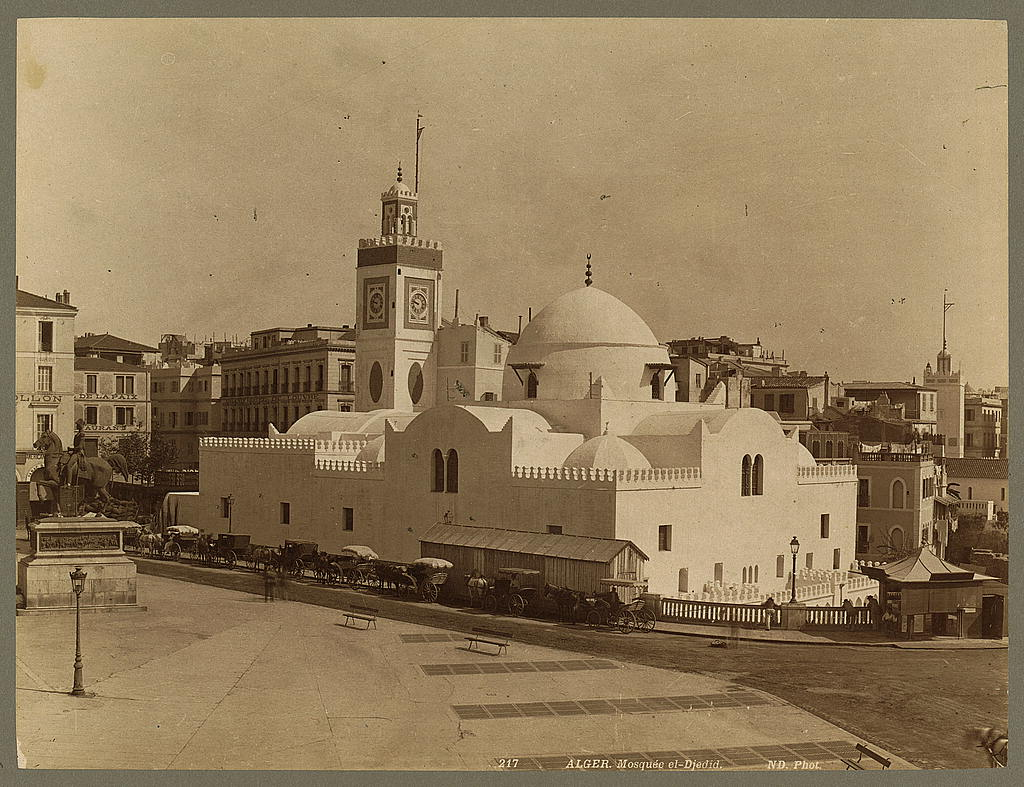
Nová mešita, (Jamaa el-Jedid), Alžír
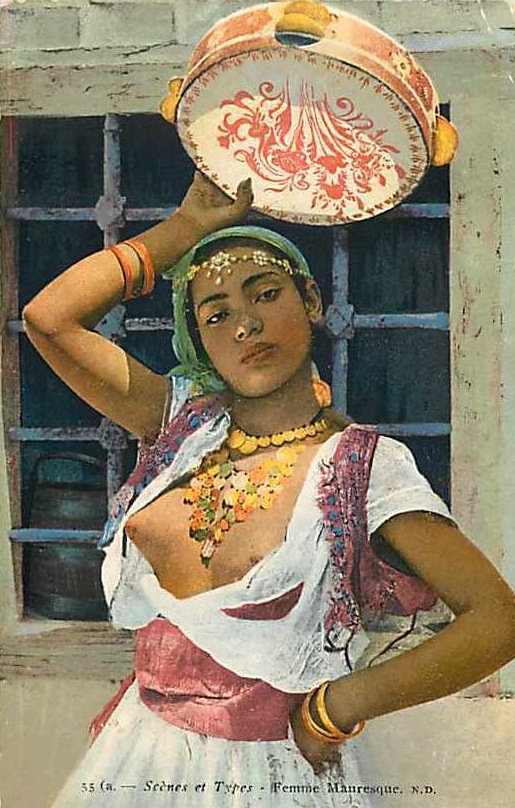
Maurská žena, pohlednice
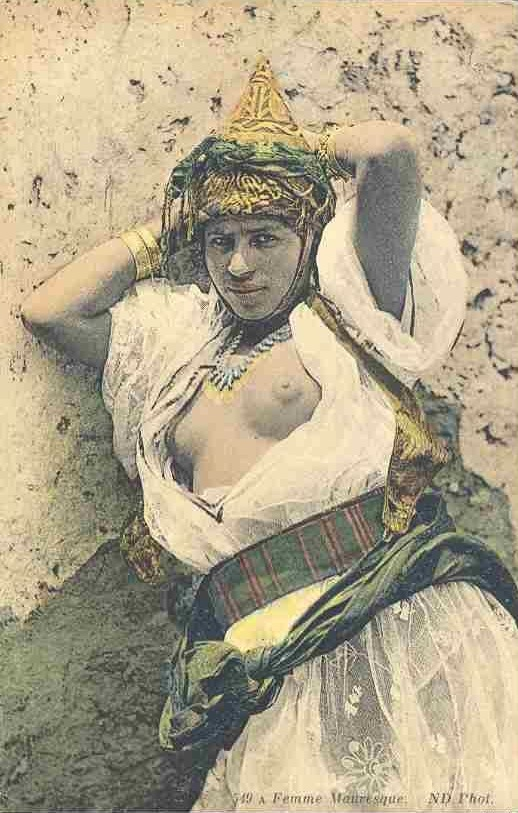
Maurská žena, pohlednice
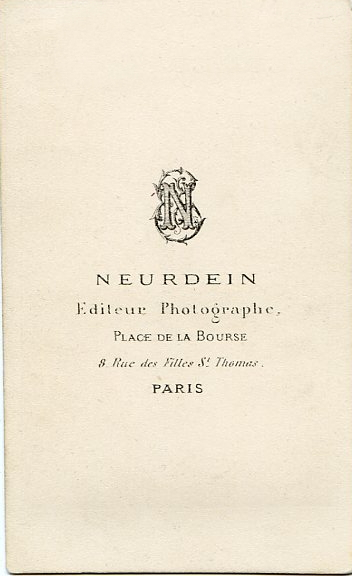
Revers fotografie společnosti Neurdein, 1832–1918

## Díla
- Album Algerien, okolo 1880